# Воденяпино
Воденяпино — разъезд Пензенского региона Куйбышевской железной дороги на линии Пенза — Ряжск (линия неэлектрифицирована). Расположен в Пачелмском районе Пензенской области, в населённом пункте Веденяпино.

## География
Соседние станции (ТР4): 633029 Выглядовка и 633254 Титово.
Расстояние до узловых станций (в километрах): Пенза I — 124, Вернадовка — 94.

## История
Разъезд открыт в связи со строительством Сызранско-Вяземской железной дороги в 1909 году.

## Пригородное сообщение
| статус    | № поезда | Маршрут движения    | № поезда | Маршрут движения    | Перевозчик                                                  |
| --------- | -------- | ------------------- | -------- | ------------------- | ----------------------------------------------------------- |
| курсирует | 6113     | Пенза 1 - Пачелма   | 7244     | Пачелма - Пенза 1   | "Башкортостанская пригородная пассажирская компания" (БППК) |
| курсирует | 7245     | Пенза 1 - Башмаково | 7240     | Башмаково - Пенза 1 | "Башкортостанская пригородная пассажирская компания" (БППК) |

## Коммерческие операции
Осуществляются пригородные перевозки пассажиров на Пачелму, Пензу.
Посадка и высадка на поезда местного и пригородного сообщения.